# Vikki cuori in pista
Vikki cuori in pista (Vikki RPM) è una telenovela statunitense prodotta da Somos Productions e Nickelodeon Productions.

## Trama
Vikki è una ragazza che vorrebbe tanto realizzare il suo sogno, gareggiare con i kart, ma suo nonno e sua madre glielo impediscono dopo un brutto incidente.

## Distribuzione
È stata trasmessa negli Stati Uniti dal 31 luglio al 20 ottobre 2017 su Nickelodeon.
In Italia i primi quaranta episodi sono stati trasmessi su TeenNick dal 25 dicembre 2017 al 10 febbraio 2018. Dal 18 maggio 2020 vengono trasmessi gli ultimi 20 su Nickelodeon.

## Personaggi
- Victoria "Vikki" Franco, interpretata da Samantha Siqueiros
- Max LeGrand, interpretato da Stefano Ollivier
- Kira Rivera, interpretata da Scarlet Gruber
- Iker Borges, interpretato da Leo Deluglio
- Roxana "Rox" Cruz, interpretata da Isabella Castillo
- Matías Ocampo, interpretato da Andrés Mercado
- Federico "Fede" Toledo, interpretato da Gabriel Tarantini
- Emily Santos, interpretata da Vanessa Blandón
- Penelope "Penny" Villanueva, interpretata da Ángela Rincón
- Oliver Sanchez, interpretato da Angelo Valotia
- Remy LeGrand, interpretato da Nicolás Maglione
- Stacey Santos, interpretata da Daniela Knight
- Billy Santos, interpretato da Samuel Sadovnik
- Francesca Ortíz, interpretata da María Gabriela de Faría
- Adolfo Bauer, interpretato da Nicolás Garnier
- "Turbo" Bonetti, interpretato da Saúl Lisazo
- Romina Bonetti, interpretata da Maite Embil
- Dider Legrand, interpretato da Paulo Quevedo
- Graco Rivera, interpretato da Yul Bürkle
- Chloé Legrand, interpretata da Tatiana Rodríguez
- Jacqueline Rivera, interpretata da Ana Karina Manco
- Miss Maggie, interpretata da Lili Rentería

## Episodi
| Stagione       | Episodi | Episodi | Prima TV originale | Prima TV originale | Prima TV Italia  | Prima TV Italia  |
| Stagione       | Episodi | Episodi | Inizio             | Fine               | Inizio           | Fine             |
| -------------- | ------- | ------- | ------------------ | ------------------ | ---------------- | ---------------- |
| Prima stagione | 60      | 40      | 31 luglio 2017     | 22 settembre 2017  | 25 dicembre 2017 | 14 febbraio 2018 |
| Prima stagione | 60      | 20      | 25 settembre 2017  | 20 ottobre 2017    | 18 maggio 2020   | 12 giugno 2020   |

## Colonna sonora
La colonna sonora è stata pubblicata il 4 agosto 2017.
1. Juntos correr – Isabella Castillo
2. Buscaré la manera – Isabella Castillo
3. Sin condición – Leo Deluglio

## Riconoscimenti
- Kids' Choice Awards Colombia
  - 2017 – Candidatura Ragazza trendy a Scarlet Gruber
- Kids' Choice Awards Argentina
  - 2017 – Candidatura Serie o programma preferito
  - 2017 – Candidatura Cattivo preferito a Scarlet Gruber
  - 2017 – Ship Nick a Isabella Castillo e Leo Deluglio
  - 2017 – Candidatura Ship Nick a Scarlet Gruber e Stéfano Olliver
  - 2017 – Candidatura Webserie preferita a La velocidad de la luz
  - 2017 – Candidatura Webserie preferita a Mecanickando